# شبكة سلامة الطيران
شبكة سلامة الطيران (بالإنجليزية؛ Aviation Safety Network: اختصاراً؛ ASN) هو موقع ويب يتتبع ويرصد حوادث الطيران ووقائع اختطاف الطائرات . يملك قاعدة بيانات خاصة تحتوي على تفاصيل أكثر من 10,700 تقرير. الشبكة تتضمن قاعدة بيانات بتحقيقات الطيران والأخبار والصور والإحصاءات.

## وصلات خارجية
- شبكة سلامة الطيران